# Аустроугарски оклопни крсташ Кајзерин унд Кенигин Марија Терезија
Кајзерин унд Кенигин Марија Терезија (SMS Kaiserin und Königin Maria Theresia) је био аустроугарски оклопни крсташ, коришћен пре и за време Првог светског рата. Добио је име по аустријској надвојвоткињи и угарској краљици Марији Теризији.

## Историја
Брод је пројектован на бази оклопњаче Кронпринцесин Ерцхерцогин Стефани, но са малом променом трупа и надградње. Конструкција јарбола је преузета од француског оклопног крсташа Дупуј де Лом. Артиљерија главног и помоћног калибра је поручена коф фабрике Круп, а малокалибарска артиљерија је делом произведена код фирме Шкода, а делом код фирме Хочис. Брод је грађен у бродоградилишту Stebilimenti Tecnico Triestino у Трсту.

## Техничке карактеристике
- Тежина:
  - 5.164 тона стандардни депласман
  - 6.026 тона пуни депласман
- Димензије:
  - Дужина: 113,70 метара
  - Ширина: 16,25 метара
  - Газ: 6.84 метара (средњи газ)
- Максимална брзина:
  - 19 kn (35 km/h)
- Погон: 6 котла, 9.000 КС
- Максимална даљина пловљења: 3.500 наутичких миља/ 10 kn (19 km/h)
- Количина горива: 760 тона угља
- Наоружање:
  - Главна артиљерија: 2 × 1 топ 240/35 mm
  - Помоћна артиљерија: 8 × 1 топ 150/35 mm
  - Малокалибарска артиљерија: 2 × 1 топ 70/15 mm, 12 × 1 топ 47/44 mm и 6 ×1 топ 47/33 mm
  - Торпедне цеви: 4 x 450 mm
- Оклоп:
  - Оклопни појас: 100 mm (максималан)
  - Палуба: 55 mm (максималан)
  - Артиљеријске куле 240 mm: 100 mm
  - Плоча крова на казамату: 100 mm
- Посада: 475 официра и морнара

## Модернизација
Током 1908. године замењени су топови главног калибра. На место кула са топовима 240 mm постављени су топови 190/35 mm марке Шкода, заштићени штитовима, а 1910. године су замењене цеви на топовима 150 mm у казаматима.

## Служба
При уласку у строј Каизерин унд Кенигин Марија Тереза постаје заставни брод флоте за време летњег флотног маневра. Током 1896. и 1897. године узима учешће у блокади острва Крит, да би 1898. био послат на Кубу, у циљу гаранције интереса Аустроугарске у Шпанско-америчком рату. Заједно са крстарицом Зента учествује 1900. године у гушењу боксерског устанка у Кини. Након тога остаје на Далеком истоку до 1902. године где штити интересе Аустроугарске у Азији. Враћа се у Пулу 25. октобра 1902. године и 12. децембра исте године је пребачен у резерву. Заједно са бојним бородовима класе Ерцхерцог 1911. и 1912. године извршава осмо недељну пловидбу до обала Либана и назад, и по повратку поново је пребачен у резерву. Након започињања борбених дејства против Србије августа 1914. године, брод је поново у саставу дејствујуће флоте. Користи се као брод за обалну одбрану са базом у Шибенику. Током 1917. године је разоружан и до 1918. служи као база за немачке подморнице. Након рата предат је на рачун репарације Велике Британије, која га продаје Италији за нарезивање 1921. године.